# Staccatissimo
Staccatissimo (pl. staccatissimos oder staccatissimi) ist eine musikalische Vortragsbezeichnung. Sie bezeichnet als Steigerungsform von  staccato eine äußerst kurze Artikulation. Das Zeichen für staccatissimo ist wie beim einfachen staccato entweder ein Punkt oder ein kleiner Keil über- oder unterhalb der Note. Oft schreibt der Komponist zur Verdeutlichung auch das Wort „staccatissimo“ in den Notentext. Ein Beispiel aus Anton Bruckners Symphonie Nr. 0 in d-Moll: